# Destination X (2013)
Destination X (2013) (também chamado de Impact Wrestling: Destination X) foi um evento de wrestling profissional realizado pela Total Nonstop Action Wrestling, que ocorreu no dia 18 de julho de 2013 no Broadbent Arena na cidade de Louisville, Kentucky. Esta foi a nona edição da cronologia do Destination X. Ao contrário das edições anteriores, este evento não foi realizado em formato de pay-per-view, mas sim como uma edição especial do Impact Wrestling. O episódio foi ao ar com um atraso de transmissão de duas horas.

## Antes do evento
Destination X teve lutas de wrestling profissional envolvendo diferentes lutadores com rivalidades e storylines pré-determinadas. Os lutadores interpretaram um vilão ou um mocinho seguindo uma série de eventos para gerar tensão, culminando em várias lutas.
Em 11 de janeiro de 2013, a TNA anunciou que alteraria sua grade de pay-per-views para apenas quatro durante o ano (mantendo somente o Genesis, o Lockdown, o Slammiversary e o Bound for Glory). Entretanto, durante o Slammiversary XI, o gerente geral Hulk Hogan anunciou que como no ano anterior, o campeão da X Division receberia uma chance pelo Campeonato Mundial dos Pesos-Pesados da TNA durante o Destination X. O anuncio oficial do evento foi feito no Impact Wrestling de 13 de junho, como sendo uma edição especial do programa.
No Slammiversary XI, Chris Sabin derrotou Kenny King e Suicide em uma luta Ultimate X para conquistar o TNA X Division Championship pela quinta vez na carreira. Após a luta, Hulk Hogan anunciou que pela sua vitória, Sabin receberia uma chance pelo TNA World Heavyweight Championship no Destination X. Porém, Sabin perdeu o título para Suicide em uma luta three-way no Impact Wrestling de 27 de junho. Hogan, em seguida, anunciou que o verdadeiro Suicide tinha sido nocauteado nos bastidores e que o Suicide que havia conquistado o título era falso. No fim do programa, Austin Aries se revelou como o impostor. Entretanto, Sabin reconquistou o título no Impact Wrestling de 4 de julho, renunciando o título na semana seguinte em troca de uma chance pelo World Heavyweight Championship de Bully Ray no Destination X.

## Resultados
| No.                           | Lutas                                           | Estipulações                                                      | Duração |
| ----------------------------- | ----------------------------------------------- | ----------------------------------------------------------------- | ------- |
| Xplosion                      | Joseph Park derrotou Devon                      | Luta individual                                                   | N/A     |
| 1                             | Austin Aries derrotou Bobby Roode               | Luta individual válida pela Bound for Glory Series                | 11:56   |
| 2                             | Sonjay Dutt derrotou Homicide e Petey Williams  | Luta Three-Way pelo torneio pelo vago TNA X Division Championship | 04:06   |
| 3                             | Manik derrotou Chavo Guerrero, Jr. e Kenny King | Luta Three-Way pelo torneio pelo vago TNA X Division Championship | 04:35   |
| 4                             | Greg Marasciulo derrotou Rockstar Spud e Rubix  | Luta Three-Way pelo torneio pelo vago TNA X Division Championship | 06:25   |
| 5                             | Chris Sabin derrotou Bully Ray (c)              | Luta individual pelo TNA World Heavyweight Championship           | 18:44   |
| (c)- Campeão(s) antes da luta |                                                 |                                                                   |         |